# Kommos

Mapa de los yacimientos minoicos de la isla de Creta donde se aprecia la ubicación de Kommos, al sur de la isla, en las proximidades de Festo.

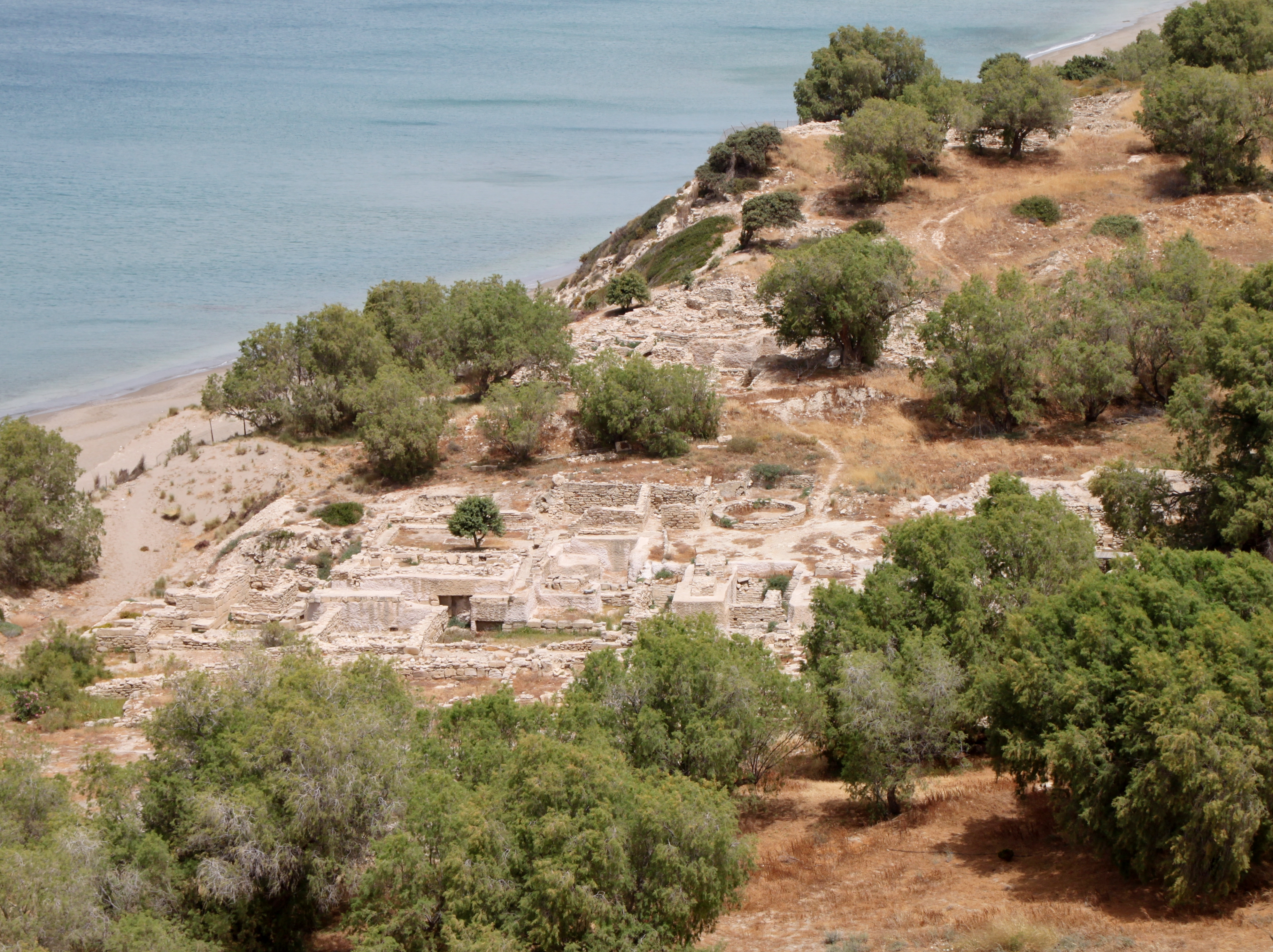
Yacimiento arqueológico de Kommos, en Creta.

Kommos (en griego: Κομμός) es un puerto y un yacimiento arqueológico prehistórico de la Edad del Bronce del sur de Creta (Grecia). Era un puerto activo con conexiones frecuentes con el Próximo Oriente que continuaron en época histórica; los ricos hallazgos, y sus complejos edificios reflejan la importancia del comercio externo para la economía cretense. Su nombre antiguo probablemente era Amicleo (en griego: Αμύκλαιον), lo que reflejaría alguna relación con Amiclas. 
Robin Lane Fox sugiere que hay una referencia a este lugar en la Odisea (III,296): "una pequeña roca refrena las olas". Esta pequeña roca sería presumiblemente el bajío de Papadoplaka, y una playa de arena sumergida unida a la costa habría formado un puerto natural. Este bajío fue destruido parcialmente por bombardeos realizados por aviones alemanes en la Segunda Guerra Mundial.
El lugar atrajo por primera vez la atención de los arqueólogos en 1924, cuando Arthur Evans oyó hablar de un almacén alargado de vasijas hallado allí, y especuló con la existencia de una aduana de la Edad del Bronce. Se han realizado excavaciones en el lugar a cargo de Joseph y Maria Shaw desde 1976.
El sitio no sigue el tradicional estilo palacial minoico. Está construido sobre las ruinas de un asentamiento menor de la Edad de Piedra. Contiene una sola vivienda de lujo anexa al lugar, que dista de ser real, seis viviendas de tamaño respetable en la ladera norte y un grupo de habitaciones de piedra en lo alto de la colina, pertenecientes a una comunidad de agricultores o pescadores. 
Aunque su uso original está en cuestión, el lugar se abandonó varias veces durante su larga vida. Durante estos periodos, partes del lugar se usaron como taller de cerámica, con un gran horno.  Durante la época final "palacial" el patio principal se convirtió en varaderos derribando el muro que daba al mar, construyendo habitáculos alargados y estrechos abiertos en un extremo (edificio P). Cruzaba el sitio una sección de una carretera pavimentada, construcciones que ese tiempo eran difíciles y costosas. Esto, junto con la conversión del lugar en varaderos sugiere que el sitio se usó como puerto y aduana de un asentamiento mayor. Refuerza esto el gran tamaño de las instalaciones en comparación con el pequeño pueblo adyacente. El uso del sitio durante la Edad del Bronce se corresponde a grandes rasgos con los cambios de poder del importante Palacio de Festo, aunque ello puede reflejar las fluctuaciones de población de la llanura de la Mesará en su conjunto.
Cerca se encuentran el asentamiento minoico y el Palacio de Festo, que son uno de los centros principales de la Creta minoica.